# Maira wollastoni
Maira wollastoni är en tvåvingeart som beskrevs av Austen 1915. Maira wollastoni ingår i släktet Maira och familjen rovflugor. Inga underarter finns listade i Catalogue of Life.